# Klas Eriksson (skådespelare)
För andra betydelser, se Klas Eriksson.
Klas Erik Eriksson, född 17 augusti 1985 i Jokkmokk, är en svensk skådespelare och komiker. Han är mest känd för sin roll som Leif Öhman i Leif & Billy.
Eriksson började sin karriär på Facebook och plattformen Vine, där han publicerade diverse korta humorklipp med sig själv. Därefter startade han YouTube-kanalen Jokemock! tillsammans med Alfred Svensson, där de skapade serierna Nordic Hillbillies (som så småningom bytte namn till Leif & Billy) och Brorsor 4ever. Serierna började senare sändas på Sveriges Television respektive TV4. Leif och Billy har blivit en tittarfavorit hos SVT och har flera år nominerats och även prisats med en Kristall för bästa humorprogram.
Klas Erikssons kanaler i sociala medier har återkommande placerat sig högt på Medieakademins Maktbarometer och 2022 var hans Instagramkonto det elfte mäktigaste i Sverige. Han vann Kristallen 2023 som årets manliga programledare.
År 2022 var Eriksson programledare för Musikhjälpen tillsammans med Oscar Zia och Tina Mehrafzoon. Under våren 2024 ledde Eriksson och Alfred Svensson underhållningsprogrammet Smartare än en femteklassare på Kanal 5/Discovery+.

## Filmografi i urval
- 2017–2023 – Leif & Billy (TV-serie)
- 2018 – Laxbralla (TV-serie)
- 2019 – Brorsor 4ever (TV-serie)
- 2023 – Ett sista race
- 2025 – Bert sabbar allt

## Medverkan i media
- 2020 – Över Atlanten (TV-program)
- 2022 – The Island Sverige
- 2022 – Musikhjälpen
- 2024 – Smartare än en femteklassare (TV-serie)